# Palazzo Kuenburg
Palazzo kuenburg, anche noto come Castel kuenburg (Schloss kuenburg in tedesco), si trova nella parte settentrionale del comune austriaco di Tamsweg nell'omonimo distretto appartenente al Land Salisburghese e la sua storia inizia alla fine del XVI secolo.

## Storia

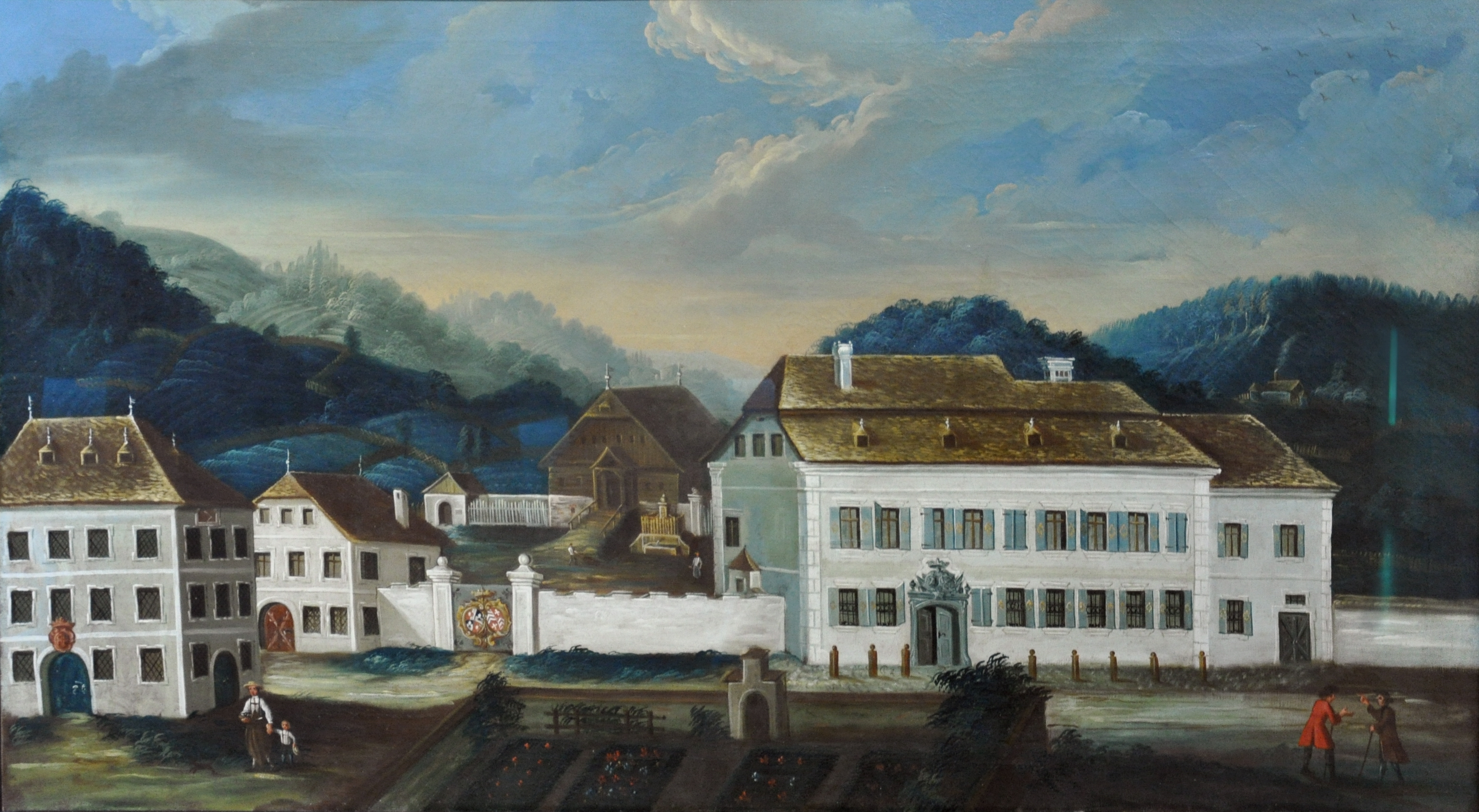
Olio su tela del 1760 circa raffigurante il palazzo

Il palazzo venne costruito alla fine del XVI secolo e fu ristrutturato nel 1678. Diverse abitazioni, documentate fin dal XV secolo, vennero inglobate quando venne costruito il grande complesso. Dopo un incendio che colpì il centro abitato nel 1742 e che si estese anche al palazzo, questi dovette essere nuovamente e ampiamente ristrutturato. Il territorio apparteva in quel periodo alla famiglia von Kuenburg che aveva acquisito sempre più potere e proprietà nel Lungau a partire dalla seconda metà del XVI secolo e aveva scelto come sua residenza di elezione la città mercato di Tamsweg. Nel 1681 il conte Christoph Sigmund von Kuenburg ottenne come proprietà vincolata (unico diritto di eredità per l'anziano della famiglia) il territorio dove sorgeva il palazzo con la sua tenuta assieme ad altri possedimenti e, malgrado la sua abolizione nel 1812 da parte del governo bavarese che aveva in quel momento il controllo territoriale, il vincolo rimase in vigore fino al 1954. Per la costruzione dell'edificio fu nominato come supervisione il capomastro Fidelis Hainzl e tra gli artigiani e gli artisti che vi lavorarono si ricordano il pittore Johann Lederwasch, lo scultore Johann Puldt e lo stuccatore Giovanni Gaetano Androi. L'edificio è rimasto sostanzialmente invariato per secoli malgrado alla proprietà si siano succedute varie linee della famiglia Kuenburg. Nel 1954 il palazzo è stato acquistato dalla città mercato di Tamsweg per ospitarvi uffici e un piccolo centro culturale.

## Descrizione

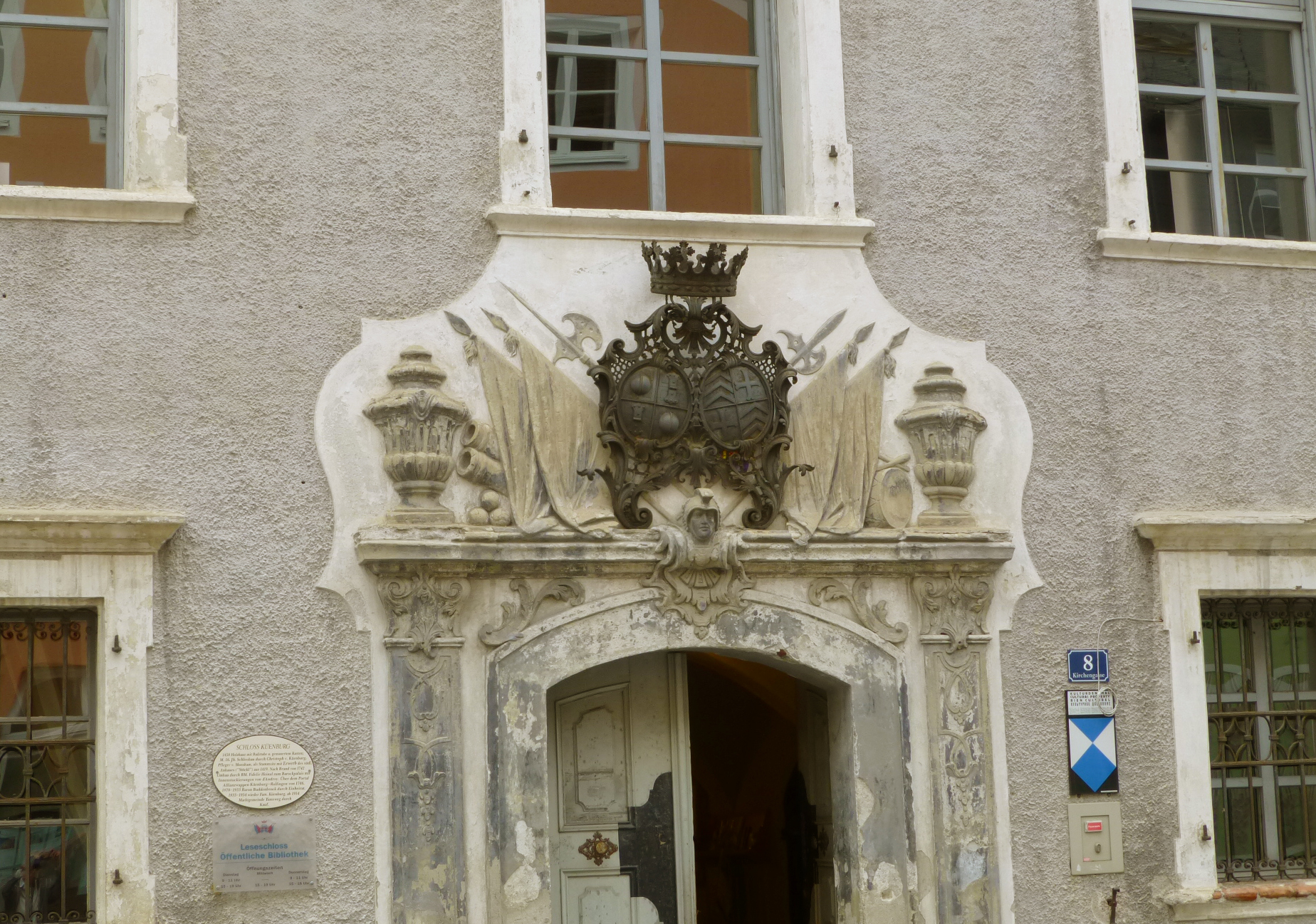
Monumentale portale del palazzo sulla sua facciata principale

Il palazzo si trova nella parte settentrionale del comune austriaco di Tamsweg nell'omonimo distretto appartenente al Land Salisburghese. Situato a est della chiesa parrocchiale sulla strada che porta a Mauterndorf, l'edificio ha due piani e sulla facciata principale, al primo piano, ha nove finestre. Le facciate hanno conci angolari intonacati e le finestre hanno semplici cornici barocche. L'ingresso è posto, asimmetricamente, più vicino al suo bordo sinistro. Il portale ad arco piatto è molto elaborato, con una cornice orizzontale in stucco e decorazioni raffiguranti vasi e trofei in stucco sui quali domina lo stemma dell'alleanza Kuenburg-Rollingen che venne forgiato nel 1746 dal maestro fabbro di Salisburgo Philipp Hinterseher sovrastato da una corona di ferro. Molti degli stucchi esterni ed interni vennero realizzati nel 1742 da Giovanni Gaetano Androi. Sul lato destro della facciata si conserva un residuo del vecchio edificio storico. Davanti alla casa anticamente c'era una fila di paracarri con una catena di ferro poi eliminati per facilitare il traffico veicolare. Alcuni ambienti del piano terra hanno volta a crociera. Nell'atrio un'iscrizione fa riferimento all'inaugurazione della chiesa dei Cappuccini poi demolita. I soffitti del primo piano sono riccamente decorati a stucco. Il più importante è quello del salone centrale che conserva gli stemmi dei Kuenburg e dei Rollingen. Nella sala adiacente a sud si possono vedere i castelli di Neukirchen e Moosham. Queste immagini risalgono alla metà del XVIII secolo e sono attribuite a Johann Lederwasch. Nella sala c'è un forno di argilla verde con un vaso sul tetto a forma di cupola. Sul lato est dell'edificio si è conservata una parte del parco originario risalente al 1745 un tempo ben curato e con alberi secolari che viene utilizzato come parco comunale.

### Bene architettonico tutelato
Palazzo kuenburg in Austria è un bene sottoposto a tutela artistica col numero 25025.